# Gabapentine énacarbil
La gabapentine énacarbil est un médicament précurseur de la gabapentine. Cette formulation à libération prolongée, de meilleure biodisponibilité, avec moins de variabilité de réponse thérapeutique avec la prise d'un comprimé unique journalière, facilite l'observance chez le patient.
Ce médicament est étudié pour le traitement du syndrome des jambes sans repos.